# 黄授書
黄 授書（こう じゅしょ、1915年4月16日 - 1977年9月15日）は、中国出身のアメリカの天体物理学者。シカゴ大学を卒業した黄授書は、2つの電子の連続吸収係数の研究からキャリアをスタートさせたが、最終的に、恒星大気、放射層、および連星系と恒星系研究に焦点を当てた。その後、太陽系外惑星の生命の話題とその前提条件を取り上げ始め、1959年の会議で、惑星が表面で液体の水を支えることができる星の周りの領域を指す「ハビタブルゾーン」という用語を誕生させた。